# アントニオ・デ・トーレス

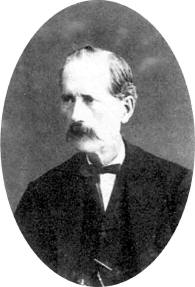
アントニオ・デ・トーレス

アントニオ・デ・トーレス（Antonio de Torres, 1817年6月13日 - 1892年11月19日）は、スペイン・アルメリア出身のギター製作家。現在製作されているクラシック・ギターの原型となるモダンギターを製作した。
それまで一般的に製作されていたいわゆる19世紀ギターは、現在のものより小ぶりで音量に乏しく、大規模な会場でのコンサート演奏には向かなかった。
トーレスが発案したとされる扇状に配列される力木の構造やボディの大きさなどは18世紀より漸進的に改良が試みられていたが、トーレスはその仕様を確立した。また彼によりボディや丸みの大型化や弦の65cmへの延長がなされ、音質と音量が大きく改善した。彼の改良により、クラシック・ギターの基本的な形状はほぼ完成した。
その後、トーレスが確立したモダンギターを原型に多くの製作家によって様々な工夫が施され、漸進的な改良が試みられている一方で、そうしたより現代的なギターではなく、トーレスの製作方法や設計を模倣した伝統的なギターを製作する製作家も多い。